# Багіров Сергій Володимирович
 Сергій Володимирович Багіров  (14 січня 1964 року) — російський актор, кінорежисер та продюсер.
У 1992 році закінчив з відзнакою режисерський факультет Театрального училища імені Щукіна.
Грав у фільмах: «Зустрінемось на Таїті» (1991), «Поворот ключа» (1999), «Траєкторія метелика» (2000), «Той, що дивиться вниз» (2002), «Діти Арбата» (2004), «Другі» (2009).
Режисер дитячих художніх фільмів.
«Чумова», «Кешка і маг» — призери Міжнародного Каунаського фестивалю художніх фільмів для дітей та юнацтва.
Режисер і продюсер документальних фільмів.
Фільми «Дудук», «Семеро проти сміливого» і «Бесіда з мудрецями» — лауреати телевізійного конкурсу ТЕФІ, фестивалю документального кіно «Лаврова гілка», фестивалю документального «Росія», XII Міжнародного фестивалю Всеросійського державного інституту кінематографії.
Продюсер телесеріалів «Общага» і «Дивиться вниз».
Автор і продюсер циклу документальних фільмів «Великі письменники Америки».
Автор і продюсер проекту «Історія однієї фотографії».
Продюсер телевізійного серіалу «Другі».
Академік Академії російського телебачення.